# Parco nazionale Sirmilik
Il parco nazionale Sirmilik (in inglese Sirmilik National Park) è un parco nazionale situato nel Nunavut, in Canada.